# Lokomotiv Jaroslavl
Lokomotiv Jaroslavl (ryska: Локомотив Яросла́вль) är en professionell ishockeyklubb från Jaroslavl, Ryssland. Klubben bildades som Lokomotiv Jaroslavl 1949 och har sedan bytt namn sammanlagt sju gånger, för att år 2000 återgå till sitt ursprungliga namn. Lokomotiv har spelat i Kontinental Hockey League sedan starten av ligan säsongen 2008/2009. Dock tvingades klubben att avstå säsongen 2011/2012 då lagets flygplan havererade den 7 september 2011 och samtliga i truppen omkom. I truppen fanns bland andra svenska målvakten Stefan Liv.

## Historik

### Från början fram till 2011
Klubben har spelat i det sovjetiska/ryska seriesystemet sedan 1949. De gick upp och ner i de lägre divisionerna, men 1987 nådde högsta serien, Sovjetiska mästerskapsserien.
Under åren i International Ice Hockey League nådde aldrig klubben längre än kvartsfinal, trots att de vann västra konferensen säsongen 1994/1995.
Perioden i RSL kom att bli en framgångsrik era för Lokomotiv. Redan första säsongen (1996/1997) vann man mästerskapet, efter finalvinst mot Lada Toljatti med 3-0 i matcher.
Tidigt under säsongen 2001/2002 flyttade klubben sina hemmamatcher till den nybyggda arenan Lokomotiv Arena 2000 där laget vann ryska superligan 2001/2002 och 2002/2003 under den tjeckiske tränaren Vladimir Vujtek, Sr. Efter säsongen 2002/2003 lämnade Vujtek klubben efter ett lukrativt kontraktserbjudande från rivalen Ak Bars Kazan.
Första säsongen i KHL (2008/2009) gick Lokomotiv till final, vilken förlorades mot Ak Bars Kazan. Säsongerna 2009/2010 och 2010/2011 gick klubben till konferensfinal (semifinal) båda åren.

### Flygolyckan i Jaroslavl
Onsdagen den 7 september 2011 omkom nästan hela laget i en flygolycka på väg till seriepremiären mot Dynamo Minsk. De kraschade i ett plan av typen Jak-42 med huvuddelen av spelartruppen på väg till en match i den vitryska huvudstaden Minsk.
Med stor sorg hölls en minnesceremoni för de avlidna i Arena 2000 på lördagen den 10 september. Även den svenska hockeymålvakten Stefan Liv omkom. Endast en besättningsman överlevde med svåra skador.
Danil Jerdakov, Artur Amirov, Maksim Ziuziakin och den finländska målvaktstränaren Jorma Valtonen är de enda som fortfarande lever av Lokomotiv Jaroslavls trupp inför säsongen 2011/2012.
Trots olyckan planerades det från början att Lokomotiv Jaroslavl skulle genomföra säsongen. De övriga KHL-klubbarna meddelade redan samma kväll olyckan hände att de var villiga att släppa spelare för att säkerställa Lokomotivs deltagande i säsongen (2011/2012).
De var beredda att släppa de bästa spelarna som var bördiga från Jaroslavl om spelarna själva ville detta.
Över 30 spelare gav uttryck för att de var villiga att flytta till Jaroslavl. Främst handlade det om spelare som har ett förflutet i klubben eller är bördiga från området. Bland dessa Aleksej Jasjin, Denis Grebesjkov och Aleksandr Koroljuk. Tränaren för Lokomotivs ungdomslag, Pjotr Vorobjov, var tilltänkt att bli ansvarig för klubbens nya elitlag.
Den 10 september hölls en minneshögtid för de förolyckade Lokomotiv Jaroslavl-spelarna och ledarna i Lokomotivs hemmaarena Lokomotiv Arena 2000 i Jaroslavl. Lokomotivs president Jurij Jakovlev meddelade då att klubben inte skulle delta under säsongen på grund av flygolyckan, men planerade att vara tillbaka redan till säsongen 2012/2013.
Måndagen den 12 december 2011 spelade Lokomotiv sin första match efter flyghaveriet i den ryska andraligan (VHL). Lokomotiv mötte Neftjanik Almetjevsk hemma och vann med 5–1. Laget spelade 22 matcher av grundserien, och tog sig till konferens semifinal i VHL.

### 2012 och framåt
Den 9 april 2012 skrev Tom Rowe på som huvudtränare (tidigare assisterande coach för Carolina Hurricanes). Vidare kontrakterades före detta NHL spelarna Viktor Kozlov, Niklas Hagman, Staffan Kronwall, Curtis Sanford, Sami Lepistö och Vitalij Visjnevskij inför säsongen 2012/2013. Dessutom kontrakterades aktiva NHL spelarna Dmitrij Kulikov (Florida Panthers), Semjon Varlamov (Colorado Avalanche),  och Artjom Anisimov (Columbus Blue Jackets) under NHL lockouten 2012. I återkomsten till KHL nådde klubben slutspelet redan första säsongen (2012/2013), men åkte ut i första rundan.
Påföljande säsongen (2013/2014) gick klubben till konferensfinal (semifinal) mot Lev Praha, där det blev förlust med 4–1 i matcher. Säsongen 2014/2015 blev det förlust i första omgången av slutspelet.

## Meriter
Ryska mästare: (3): 1997, 2002, 2003